# The Invisible Man's Revenge
The Invisible Man's Revenge é um filme de terror de ficção científica produzido nos Estados Unidos, dirigido por Ford Beebe e lançado em 1944.

## Enredo
Robert Griffin escapa de um hospital psiquiátrico e busca vingança contra a família Herrick, acusando-os de tê-lo abandonado na África e exigindo parte de seus campos de diamantes. Quando recusam, ele é drogado e expulso, mas é salvo por um sapateiro, Herbert, que tenta chantagear os Herricks sem sucesso. Robert então se submete a um experimento de invisibilidade do Dr. Drury, a quem posteriormente mata. Com sua nova habilidade, força os Herricks a lhe entregarem sua propriedade e passa a viver com uma nova identidade. No entanto, ao começar a perder a visibilidade, tenta uma perigosa transfusão de sangue, mas é impedido pelas autoridades. No fim, é morto pelo cachorro Brutus.